# Benjamin Ozegovic
Benjamin Ožegović (Velika Kladuša, Bosnia y Herzegovina, 9 de agosto de 1999) es un futbolista bosnio nacionalizado austriaco. Juega de guardameta y su equipo es el F. C. Liefering de la 2. Liga.

## Selección nacional
Ha sido internacional con la selección sub-17 de Austria en seis ocasiones, con la sub-18 en cinco y con la sub-19 en dos.

## Clubes
| Club                | País    | Año           |
| ------------------- | ------- | ------------- |
| SC Rheindorf Altach | Austria | 2016-2020     |
| WSG Tirol           | Austria | 2020-2024     |
| F. C. Liefering     | Austria | 2024-presente |